# UC-47号潜艇
陛下之UC-47号艇是德意志帝国海军于第一次世界大战期间建造的其中一艘UC-II型近岸布雷潜艇或称U艇。它由不来梅的威悉船厂承建，于1916年8月30日新船下水，至同年10月13日交付使用。其全长51.85米，水面及水下排水量分别为450吨和502吨，艇载武器则包括三具鱼雷发射管、六具水雷滑射槽以及一门88毫米口径甲板炮。UC-47号入役后曾被部署至驻比利时的佛兰德区舰队，并参与了大西洋潜艇战。通过其十三次巡逻，共直接或间接击沉58艘协约国或中立国舰船，累计总吨位为74494吨。1917年11月18日，UC-47号在英格兰的弗兰伯勒角附近遭英国巡逻艇P-57号击沉，艇内28名官兵全数阵亡。

## 设计
1915年秋天，由于中立国美国的干预，U艇战几乎陷入停顿，导致德国广泛开展《国际法》所允许的水雷战，从而使布雷潜艇的需求量相应增加。德意志帝国海军潜艇监察局（Inspektion des U-Bootwesens）的开发部门留意到了这一点，遂以UB-II型为基础，按照兼顾布雷效率和生产速度的要求，以41号工程的名义设计了UC-II型潜艇。为了弥补前型UC-I型的缺陷，UC-II型艇不仅更大，而且采用双轴推进系统。然而，与前型最主要的区别在于，UC-II型艇重新运用了双壳体结构。但它并非纯粹的双体潜艇，而是一种中间过渡型；因为外层没有封闭耐压壳体，而是作为鞍形水柜附在上方。
UC-47号是64艘UC-II型方案的其中一艘。这个亚型的艇体结构与UB-II型类似，但体积更大，全长为51.85米，并有3.67米的吃水深度；由于不再考虑铁路运输的装载限界，舷宽也得以增至5.22米。其水上和水下排水量分别为420吨和502吨。艇只采用两台猛狮六缸四冲程600匹公制馬力（440千瓦特）柴油机用于水面运行，以及两台460匹公制馬力（340千瓦特）的西门子-舒克特电动发电机用于水下航行；水面最高航速11.7節（21.7每小時），水下6.9節（12.8每小時）；能够在水面以7節（13每小時）航速续航7,280海里（13,480），或以4節（7.4每小時）连续在水下航行54海里（100）而无需充电。其潜没需时约为30秒，能够在50米的深度下运作。
作为布雷潜艇，UC-47号改将六具布雷滑射槽安装在艇体前部，每具储存井内的水雷数量增至3枚，即合共18枚UC200型水雷。布雷时只需将存储井底部的盖板打开，水雷便可凭借自身重量滑入水中。随着滑射槽长度增加，艇体艏楼的上层建筑被抬高，上层建筑与司令塔之间的凹陷处布置了一门88毫米30倍径速射炮作为甲板炮。但由于位置相对较低，火炮甲板在恶劣海况下很容易被涌浪淹没。此外，UC-47号还装备有三具500毫米鱼雷发射管，这极大提升了潜艇的攻击能力。其中艇艏两具外置在两侧、艇艉一具则为内置式，并可搭载合共7枚G6型鱼雷。其标准船员编制为3名军官及23名水兵。

## 历史
1915年11月20日，在海军元帅阿尔弗雷德·冯·提尔皮茨的倡议下，国家海军办公室分别向三家德国造船厂合共增订15艘UC-II型潜艇。UC-47号因此成为不来梅威悉船厂承建的第二批次（UC-46至UC-48号）二号艇，建造编号为257。它于1916年2月1日动工、8月30日新船下水，至同年10月13日在曾执掌UB-16号的功勋艇长、海军中尉保罗·洪迪乌斯的指挥下交付使用，随即展开海试。在洪迪乌斯之后，京特·维甘科夫中尉也曾担任UC-47号的末任艇长。完成海试后，该艇于1917年1月23日被编入驻泽布吕赫的佛兰德区舰队，成为海军佛兰德集团军的一份子。
在不足一年的佛兰德役期中，UC-47号参与了大西洋潜艇战，足迹遍及爱尔兰岛和法斯耐特岩周边，以及英吉利海峡和北海的霍夫登水域。通过其十三次布雷及破交战巡逻，UC-47号合共击沉协约国或中立国的55艘商船、1艘军舰和2艘辅助军舰，累计总吨位为74494吨。其中，体积最大的受害者是容积总吨为4876吨的英国货轮日本王子号 （Japanese Prince）；它于1917年2月10日从纽波特纽斯前往南安普敦途中，在距主教岩西南约24海里（44）处遭洪迪乌斯发射鱼雷击沉。此外，排水量为880吨、隶属英国皇家海军的驱逐舰廓尔喀人号则是两天前在邓杰内斯角东南约4海里（7.4）处撞上由UC-47号布设的水雷而沉没，造成舰上多达74名官兵阵亡。
1917年11月7日，UC-47号从泽布吕赫启航，前往英格兰东岸执行巡逻任务，从此再未归航。在相继击沉了数艘商船后，该艇于11月18日在弗兰伯勒角附近（54°00′N 00°24′E / 54.000°N 0.400°E）遇到了由英国海军少校哈里·查尔斯·伯尼指挥的巡逻艇P-57号。伯尼先是下令以全速对潜艇实施撞击，然后投下深水炸弹。UC-47号就此沉没，艇内23名官兵全数阵亡。1918年2月，伯尼因这一功绩而获颁杰出服务勋章，同时英国海军部还发放了1000英镑的“射杀”奖金，由P-57号的船员分享。

## 袭击历史摘要
| 日期           | 船名           | 船籍         | 吨位 | 结局 |
| -------------- | -------------- | ------------ | ---- | ---- |
| 1917年1月31日  | 莫代瓦号       | 挪威         | 1276 | 击沉 |
| 1917年2月1日   | 波西亚号       | 挪威         | 1127 | 击沉 |
| 1917年2月8日   | 廓尔喀人号     | 英國皇家海軍 | 880  | 击沉 |
| 1917年2月8日   | 拉灵顿号       | 英国         | 2816 | 击沉 |
| 1917年2月10日  | 日本王子号     | 英国         | 4876 | 击沉 |
| 1917年2月12日  | 圣斯皮里宗号   | 希腊         | 1618 | 击沉 |
| 1917年2月12日  | 布里森斯号     | 英国         | 60   | 击沉 |
| 1917年2月13日  | 塞阔亚号       | 英国         | 5263 | 击伤 |
| 1917年2月13日  | F·D·兰伯特号   | 英国         | 2195 | 击沉 |
| 1917年2月13日  | 小花号         | 英国         | 60   | 击沉 |
| 1917年3月11日  | 夏尔·勒古尔号  | 法國         | 2352 | 击沉 |
| 1917年3月11日  | G·A·萨维奇号   | 英国         | 357  | 击沉 |
| 1917年3月12日  | C·A·S号        | 英国         | 60   | 击沉 |
| 1917年3月12日  | 埃娜号         | 英国         | 56   | 击沉 |
| 1917年3月12日  | 格拉提艾号     | 英国         | 37   | 击沉 |
| 1917年3月12日  | 风信子号       | 英国         | 56   | 击沉 |
| 1917年3月12日  | 我们之间号     | 英国         | 59   | 击沉 |
| 1917年3月12日  | 茉莉花号       | 英国         | 56   | 击沉 |
| 1917年3月12日  | 黄水仙号       | 英国         | 23   | 击沉 |
| 1917年3月12日  | 内莉号         | 英国         | 61   | 击沉 |
| 1917年3月12日  | 格言号         | 英国         | 37   | 击沉 |
| 1917年3月12日  | 数珠珊瑚号     | 英国         | 22   | 击沉 |
| 1917年3月14日  | 布里卡号       | 英国         | 3549 | 击沉 |
| 1917年3月15日  | 索尔费里诺号   | 挪威         | 1155 | 击沉 |
| 1917年3月15日  | 威尔弗雷德     | 挪威         | 1121 | 击沉 |
| 1917年3月16日  | 美杜莎号       | 義大利王國   | 1274 | 击沉 |
| 1917年3月16日  | 苏利号         | 法國         | 2649 | 击沉 |
| 1917年4月17日  | 但泽号         | 英国         | 108  | 击沉 |
| 1917年4月17日  | 威廉·谢泼德号  | 英国         | 143  | 击沉 |
| 1917年4月19日  | 元老号         | 英国         | 105  | 击伤 |
| 1917年4月19日  | 黄金海岸号     | 英国         | 4255 | 击沉 |
| 1917年4月19日  | 宝石号         | 英国         | 195  | 击沉 |
| 1917年4月19日  | 自由之星号     | 英國皇家海軍 | 258  | 击沉 |
| 1917年4月22日  | 盖尔人号       | 英國皇家海軍 | 224  | 击伤 |
| 1917年4月23日  | 汤米号         | 英国         | 138  | 击伤 |
| 1917年4月23日  | 伊玛塔卡号     | 英国         | 1776 | 击沉 |
| 1917年4月24日  | 欧石楠号       | 英国         | 58   | 击沉 |
| 1917年4月24日  | 普路托斯号     | 英国         | 1189 | 击沉 |
| 1917年4月26日  | 艾格勒号       | 法國         | 172  | 击沉 |
| 1917年4月26日  | 约翰·洛基特号  | 挪威         | 842  | 击沉 |
| 1917年5月18日  | 玛丽·贝尔德号  | 英国         | 1830 | 击沉 |
| 1917年6月3日   | 菲诺港号       | 義大利王國   | 1754 | 击沉 |
| 1917年6月12日  | 卡鲁城堡号     | 英國皇家海軍 | 256  | 击沉 |
| 1917年6月14日  | 达特号         | 英国         | 3207 | 击沉 |
| 1917年6月19日  | 大城号         | 英国         | 5525 | 击伤 |
| 1917年7月18日  | 鲁特号         | 挪威         | 549  | 击伤 |
| 1917年7月20日  | 碧翠斯号       | 英国         | 712  | 击沉 |
| 1917年7月20日  | 布拉默姆号     | 英国         | 1978 | 击沉 |
| 1917年7月31日  | 弗里莫纳号     | 英国         | 3028 | 击沉 |
| 1917年7月31日  | 莫塔诺号       | 美国         | 2730 | 击沉 |
| 1917年8月22日  | 格罗号         | 挪威         | 2667 | 击沉 |
| 1917年8月23日  | 培尔·金特号    | 挪威         | 1144 | 击沉 |
| 1917年8月23日  | 维格茨特罗姆号 | 英国         | 1353 | 击沉 |
| 1917年8月26日  | 艾利尼号       | 希腊         | 2452 | 击沉 |
| 1917年8月26日  | 塞蕾西亚号     | 比利时       | 2342 | 击伤 |
| 1917年9月23日  | 不懈号         | 英国         | 118  | 击沉 |
| 1917年9月24日  | 含羞草号       | 法國         | 296  | 击伤 |
| 1917年9月25日  | 博因顿号       | 英国         | 2578 | 击沉 |
| 1917年10月3日  | 安妮·F·康伦号  | 美国         | 591  | 击沉 |
| 1917年10月18日 | 卡德摩斯号     | 英国         | 1879 | 击沉 |
| 1917年10月18日 | 托格斯顿号     | 英国         | 1057 | 击沉 |
| 1917年11月9日  | 巴洛吉号       | 英国         | 1207 | 击沉 |
| 1917年11月9日  | 伊莎贝尔号     | 法國         | 2466 | 击沉 |
| 1917年11月11日 | 达纳号         | 瑞典         | 1620 | 击沉 |
| 1917年11月12日 | 赫伊伯泰号     | 荷蘭         | 68   | 击沉 |
| 1918年3月14日  | 让娜·玛丽号    | 法國         | 2971 | 击沉 |

## 脚注
1. 1 2 3 4  Helgason, Guðmundur. . German and Austrian U-boats of World War I - Kaiserliche Marine - Uboat.net.   [2009-02-23].
2. ↑  Tarrant，第173頁.
3. 1 2 3  Gröner 1991，第31-32頁.
4. 1 2  Helgason, Guðmundur. . German and Austrian U-boats of World War I - Kaiserliche Marine - Uboat.net.   [2012-02-25].
5. ↑  Helgason, Guðmundur. . German and Austrian U-boats of World War I - Kaiserliche Marine - Uboat.net.   [2012-02-25].
6. ↑  陈进，第48頁.
7. ↑  . Navypedia.   [2022-09-16]. （原始内容存档于2023-01-20）.
8. ↑  陈进，第46頁.
9. ↑  Herzog，第139頁.
10. ↑  NARS，第65頁.
11. 1 2  Helgason, Guðmundur. . German and Austrian U-boats of World War I - Kaiserliche Marine - Uboat.net.   [2015-02-25].
12. ↑  Helgason, Guðmundur. . German and Austrian U-boats of World War I - Kaiserliche Marine - Uboat.net.   [2022-09-21].
13. ↑  Helgason, Guðmundur. . German and Austrian U-boats of World War I - Kaiserliche Marine - Uboat.net.   [2022-09-21].
14. ↑  Molony, Senan. . .   [14 April 2014]. （原始内容存档于2022-11-30）.
15. ↑  .   [2022-09-22]. （原始内容存档于2016-09-21）.
16. ↑  . The London Gazette (Supplement). 19 February 1918.